# Fidena nigripennis
Fidena nigripennis är en tvåvingeart som först beskrevs av Guerin-meneville 1835.  Fidena nigripennis ingår i släktet Fidena och familjen bromsar. Inga underarter finns listade i Catalogue of Life.